# Линейные корабли типа «Вирибус Унитис»
Линейные корабли типа «Вирибус Унитис» (нем. Viribus-Unitis-Klasse, венг. Viribus-Unitis-osztály) — тип линейных кораблей, входивших в состав ВМС Австро-Венгрии в период Первой мировой войны. Создавались для противодействия итальянским линкорам на Адриатике. В 1910—1915 годах было построено четыре корабля этого типа (SMS Viribus Unitis, SMS Tegetthoff, SMS Prinz Eugen, SMS Szent István), оставшихся единственным типом линкоров-дредноутов на вооружении Австро-Венгрии. Это были первые линейные корабли, которые совмещали в себе трёхорудийные башни с их линейно-возвышенным расположением. В годы Первой мировой войны, несмотря на отдельные успешные операции, боевое применение линкоров в целом было эпизодическим. Два из них были потоплены итальянским флотом в 1918 году: один — атакой итальянских торпедных катеров, другой был подорван боевыми пловцами уже после прекращения боевых действий. Два остальных линкора после окончания войны достались Италии и Франции, но на вооружение ими не принимались, будучи разобранными на слом или потопленными в ходе учений в начале 1920-х годов.

## История проектирования и строительства
В 1906 году в состав британского Королевского флота вошёл «Дредноут» — родоначальник кораблей новой формации. С этого момента в большинстве морских держав начали появляться собственные проекты линейных кораблей с однокалиберной главной артиллерией. Не стала исключением и Австро-Венгрия. Ещё в феврале 1908 года командующим австро-венгерским флотом графом Рудольфом Монтекукколи было высказано мнение, что будущие австрийские линейные корабли должны иметь водоизмещение не менее 18-19 тысяч тонн. Но ряд бюджетных ограничений привёл к тому, что по программе 1907 года были построены «компромиссные» линкоры типа «Радецкий», с четырьмя 305-мм и 8 240-мм орудиями и водоизмещением 14,5 тысяч тонн.
Однако вскоре из Италии дошли сведения о том, что в этой стране началось строительство первого дредноута — «Данте Алигьери», вооруженного 12 305-мм орудиями и значительно превосходившего по боевой мощи линкоры типа «Радецкий». 5 октября 1908 года австро-венгерский Военно-морской департамент выдал проектные спецификации на новый линкор компании «Стабилименто Текнико Триестино» (СТТ) — основному частному подрядчику флота, а в декабре того же года был объявлен конкурс на лучший проект. В то время компания CTT была достаточно мощным и хорошо организованным предприятием с собственной инженерно-технической базой. Его проектный отдел под руководством ведущего специалиста по военному кораблестроению страны — Вячеслава Зигфрида Поппера объединял лучших австрийских инженеров-кораблестроителей.
Был рассмотрен целый ряд проектов, отличавшихся друг от друга как по расположению артиллерии главного калибра, так и по её составу. Так, несколько эскизных проектов всё ещё предполагали «двухкалиберность» артиллерии ГК, «однокалиберные» же проекты различались количеством и расположением орудий в двух- или трёхорудийных башнях. Одновременно с собственными конкурсными решениями, австрийская делегация посетила Германию с целью ознакомления с последними воззрениями на конструкцию современного линкора. В итоге в качестве основополагающего был выбран проект VIII, предусматривающий четыре трёхорудийные башни главного калибра, расположенные линейно-возвышенно в оконечностях корабля. Расчеты были проведены на основе проекта трёхорудийной установки завода «Шкода», интенсивно занимавшегося проработкой подобной конструкции с 1908 года.

Схема расположения башен главного калибра на линкорах типа «Вирибус Унитис»

Начало строительства австро-венгерских дредноутов планировалось согласно бюджету 1910 года. Однако австрийское и венгерское казначейства отказались выделить необходимые суммы, ссылаясь на то, что аннексия в 1908 году Боснии и Герцеговины легла дополнительным грузом на казну империи. Однако в этой ситуации в убытке оказывались крупнейшее судостроительное предприятие — CTT и ряд производителей оборудования и материалов («Шкода», «Витковиц» и пр.).
В военно-политических кругах также стремились избежать годичного перерыва в строительстве линкоров для сохранения квалификации судостроительных кадров. Начальник австро-венгерского Генерального штаба Конрад фон Гетцендорф предложил императору Францу-Иосифу строить дредноуты в кредит и, в случае если парламентские делегации в следующем году не поддержат ассигнования на них, продать корабли за границу. Приказ о начале строительства кораблей был отдан ещё до ассигнования средств правительством, в чём личная заслуга главкома ВМФ Монтекукколи, проявившего личное мужество и упорство. Три линкора были заложены на верфях CTT.
В ходе голосования по ассигнованию средств на строительство новых линкоров Венгрия заявила о своем желании иметь собственную «долю в дредноутах» и пожелала иметь свой, «венгерский», дредноут. В предместье Фиуме Венгрии был формально передан участок земли, где компанией «Данубиус-Шонихен-Хартман» на базе небольшой верфи «Стабилименто Лазарус» началось строительство крупного судостроительного центра. Особым пунктом соглашения оговаривалась постройка дредноута только из материалов венгерского производства, «в случае, если они имеются в надлежащем количестве и качестве». Единственное исключение делалось для орудий и брони, поставляемых предприятиями «Шкода» и «Витковиц».

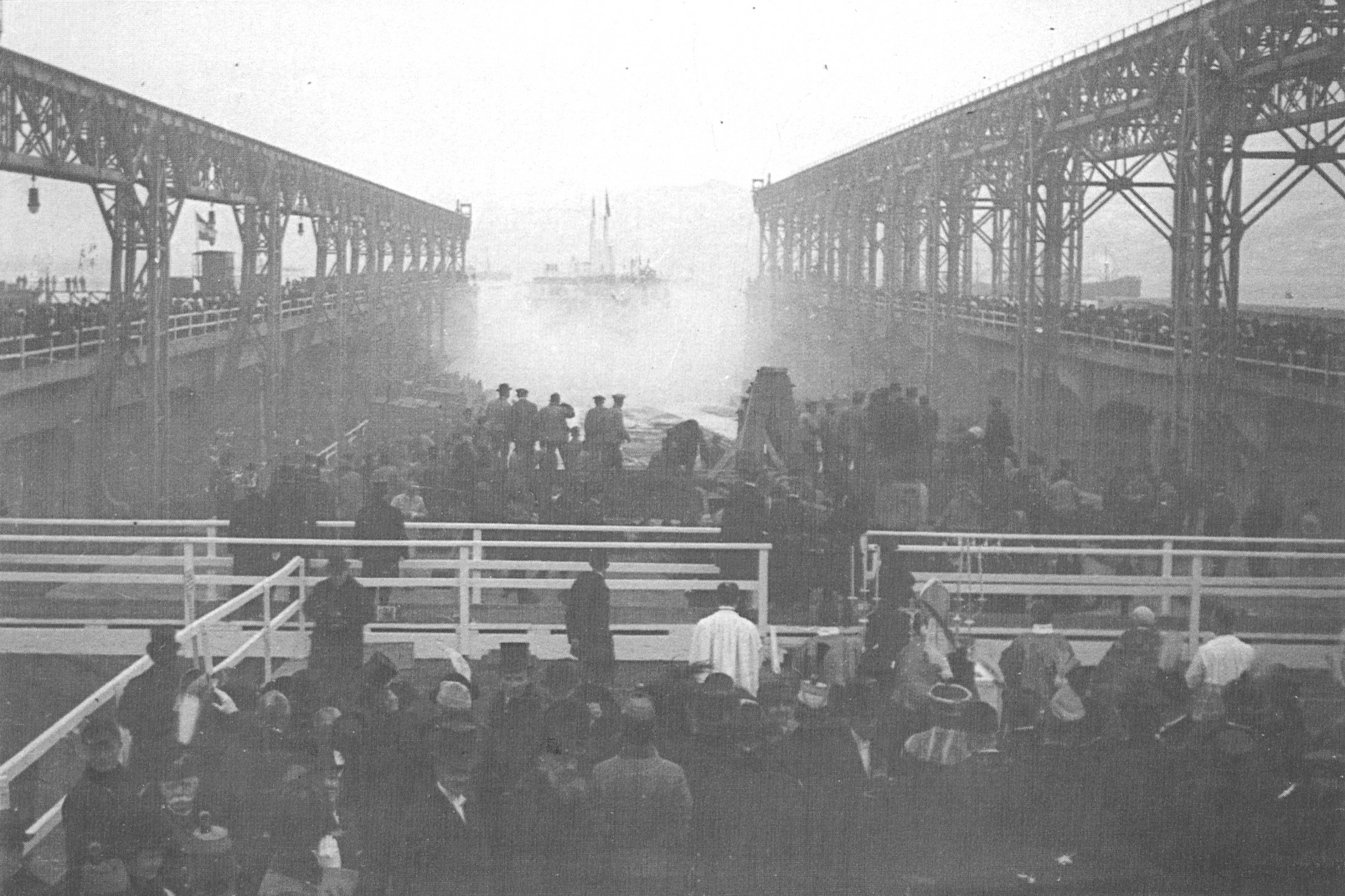
Спуск на воду линкора «Сент-Иштван» 17 января 1914 года

Названия двум кораблям были присвоены в честь знаменитых военачальников — адмирала Тегетхоффа, победителя при Лиссе (SMS Tegethoff), принца Евгения Савойского (SMS Prinz Eugen). Головной корабль серии, SMS Viribus Unitis, был назван так кайзером в честь девиза Габсбургской монархии (лат. Viribus Unitis — «общими усилиями»). Четвёртый линкор, он же единственный венгерский, назван в честь первого венгерского христианского короля, Стефана I Святого (SMS Szent Istvan).
Головной корабль, «Вирибус Унитис», был спущен на воду 24 июня 1911 года, 21 марта 1912 за ним последовал «Тегетгоф». 30 ноября 1912 состоялся спуск «Принца Ойгена». «Сент-Иштван» сошёл на воду только в январе 1914. Все корабли вступили в строй до начала войны, за исключением «Сент-Иштвана», что отчасти объясняется неопытностью фирмы-строителя.

## Особенности конструкции

### Корпус и броневая защита
Для предназначенных к действиям в замкнутом бассейне Адриатического моря дредноутам Австро-Венгерского флота предъявлялись не слишком высокие требования скорости (20 узлов). Это позволило при выборе основных характеристик корпуса ограничиться сравнительно небольшим отношением длины к ширине (5,56). Корпус кораблей набирался по продольно-поперечной схеме, на основе 216 шпангоутов. Их нумерация шла, как и во французском флоте, в обе стороны от мидель-шпангоута. Величина шпации различалась для средней части кораблей (1220 мм) и носовой и кормовой оконечностей (915 мм). Корабли имели три непрерывных палубы — верхнюю, среднюю и нижнюю и имели сдвоенное днище для защиты от подводных взрывов. При этом внутренне днище было особо толстым (два слоя по 25 мм) и отстояло от внешнего на 1220 мм. Это было так называемое «бронированное днище» Поппера, впоследствии показавшее себя неэффективным, в особенности в сравнении с системами, работавшими на принципе гашения энергии замкнутыми объёмами, а не броневой преградой.
Форштевень имел ярко выраженную «таранную» форму. Высота надводного борта была недостаточной (6,05 м, а в полном грузу — до 5,65 м), что обусловило высокую степень заливаемости носа и приводило к зарыванию кораблей во встречную волну. В качестве дополнительной меры для успокоения поперечной качки корабли оборудовали двумя скуловыми килями.
Броневая защита новых линкоров по-сути, представляла собой усиленную модификацию бронирования предшественников — линкоров типа «Радецкий». Корабли имели по два броневых пояса — главный (280 мм, постепенно утоньшавшийся по направлению к носу до 110 мм и к кормовому траверзу до 150 мм) и верхний (180—110 мм). В корме главный пояс упирался в броневой траверз толщиной 130 мм. Внутреннее вертикальное бронирование корпуса дополнялось поперечными и наклонными траверзами, завершавшими формирование замкнутого контура вертикального бронирования цитадели линкора. 280-мм пояс замыкался в носу и корме траверзами толщиной 160-мм, 180-мм пояс — траверзами толщиной 120 мм в носу и 180 мм в корме. Батарея 150-мм орудий на средней палубе защищалась 180-мм плитами и прикрывалась сверху палубой из двух толщин стали повышенного сопротивления по 15 мм. Средняя палуба бронировалась от форштевня до батареи и затем в корму от неё до четвёртой башни настилкой такой же толщины (15+15 мм), а нижняя — только в пределах броневой цитадели, где состояла из двух стальных листов (18+18 мм) в плоской части и двух листов (18+30 мм) на скосах. Нижняя палуба имела защитную двухслойную настилку из стали повышенного сопротивления только за пределами цитадели в оконечностях— 18+25 мм в носу и 18+30 мм в корме.
Башни главного калибра была защищены в целом очень надёжно. Барбеты и борта башен прикрывались 280-мм плитами, лоб башен — 200-мм. Наклонные листы крыш имели толщину 150-мм и плоские — 60 мм. Боевые рубки прикрывали с боков 250 — 280-мм плиты, в то время как их плоские крыши имели защиту из двух стальных листов —всего 60 мм (30+30 мм), а кормовая рубка даже из двух по 25 мм. Бортовые командно-дальномерные посты вспомогательной артиллерии бронировались 180-мм плитами с боков и сверху прикрывались 40-мм крышей. Наблюдательные колпаки боевых рубок и бортовых постов выполнялись из литой крупповской стали в 30 мм.
Главным недостатком линкоров типа «Вирибус Унитис» стала слабость противоторпедной защиты (идея борьбы с подводным взрывом с помощью броневых преград, а не гасящих энергию замкнутых объёмов оказалась порочной в своей основе), следствием чего стала гибель двух кораблей («Сент-Иштвана» и «Вирибус Унитис» от итальянских торпедных катеров и боевых пловцов соответственно).

### Энергетическая установка
На первых трёх кораблях энергетическая установка была четырёхвальной, представленной прямоприводными турбинами Парсонса постройки СТТ, работавшими на четыре вала и 12 котлами «Ярроу». Венгерский собрат «Сент-Иштван» коренным образом отличался по всем компонентам ЭУ. Корабль был двухвальным, винты приводились в движение двумя турбоагрегатами системы «Кертис-АЭГ». Пар производили двенадцать котлов «Бэбкок энд Уилкокс». Все компоненты двигательной установки «Сент-Иштвана» изготавливались будапештским заводом «Ганц и К°— Данубиус».
На ходовых испытаниях все линкоры постройки CTT слегка не дотянули до проектных 20,5 узлов, показав скорости в диапазоне от 20,28 до 20,41 узла. Испытаний «Сент-Иштвана», в связи с военным временем, не производилось.

### Вооружение

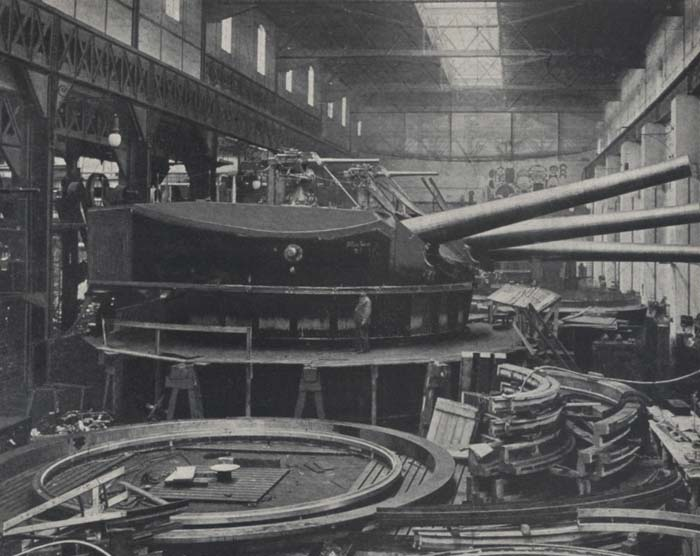
Орудийная башня главного калибра линкора «Вирибус Унитис» на заводе «Шкода» в Пльзене

Главный калибр линейных кораблей типа «Вирибус Унитис» составляли 12 305-мм 45 калиберных орудий образца 1910 года. Орудия производились фирмой «Шкода» в Пльзене. Каждое орудие оснащалось горизонтально-клиновым затвором и имело полный вес 54,25 т. Огонь вёлся 450-кг снарядами с начальной скоростью 800 м/с (800…762), расчётная бронепробиваемость крупповской цементированной брони составляла 1065 мм у дула, или 470 мм на дистанции в 35 кабельтовых. Впервые орудия данного типа применялись на предшествующем типе линейных кораблей — типе «Радецкий».
Артиллерия ГК размещалась в четырёх трёхорудийных башнях, по две в носу и корме, расположенных линейно-возвышенно. Такого рода расположение было позаимствовано у американских дредноутов типа «Мичиган» — данная схема позволяла сделать линкор более компактным. Диапазон углов возвышения составлял от — 4° до +20°, расчетная скорость стрельбы — 2 выстрела в минуту — была достигнута фактически, путём интенсивных тренировок личного состава.
На кораблях имелось два калибра вспомогательной артиллерии: двенадцать 150-мм 50-калиберных орудий предназначавшихся так же для ведения огня в эскадренном бою и 18 66-мм/50 пушек служивших только в качестве противоминных, ценность последних, как оружия отражения атак миноносцев была невысока, как следствие, их число в ходе войны было уменьшено до 10 — 12 единиц. На крышах 305-мм башен, начиная с 1915—1916 годов, были установлены несколько 66-мм зенитных орудий. Зенитные пушки размещали на основаниях, ранее предназначенных для установки практических орудий.
Артиллерийское вооружение дополняли четыре подводных торпедных аппарата калибром 533 мм.
Управление огнём ГК осуществлялось с помощью дальномеров фирмы «Барр энд Страуд» (база 3658 мм), установленных в броневых 30-мм кожухах на крышах обеих боевых рубок. Кроме того, каждая 305-мм башня имела свой собственный 9-футовый (2,7 м) дальномер, установленный в кожухе из 30-мм противоосколочной брони. 150-мм орудия оснащались 2,7-м дальномерами «Барр и Страуд» в броневых рубках.

## Служба

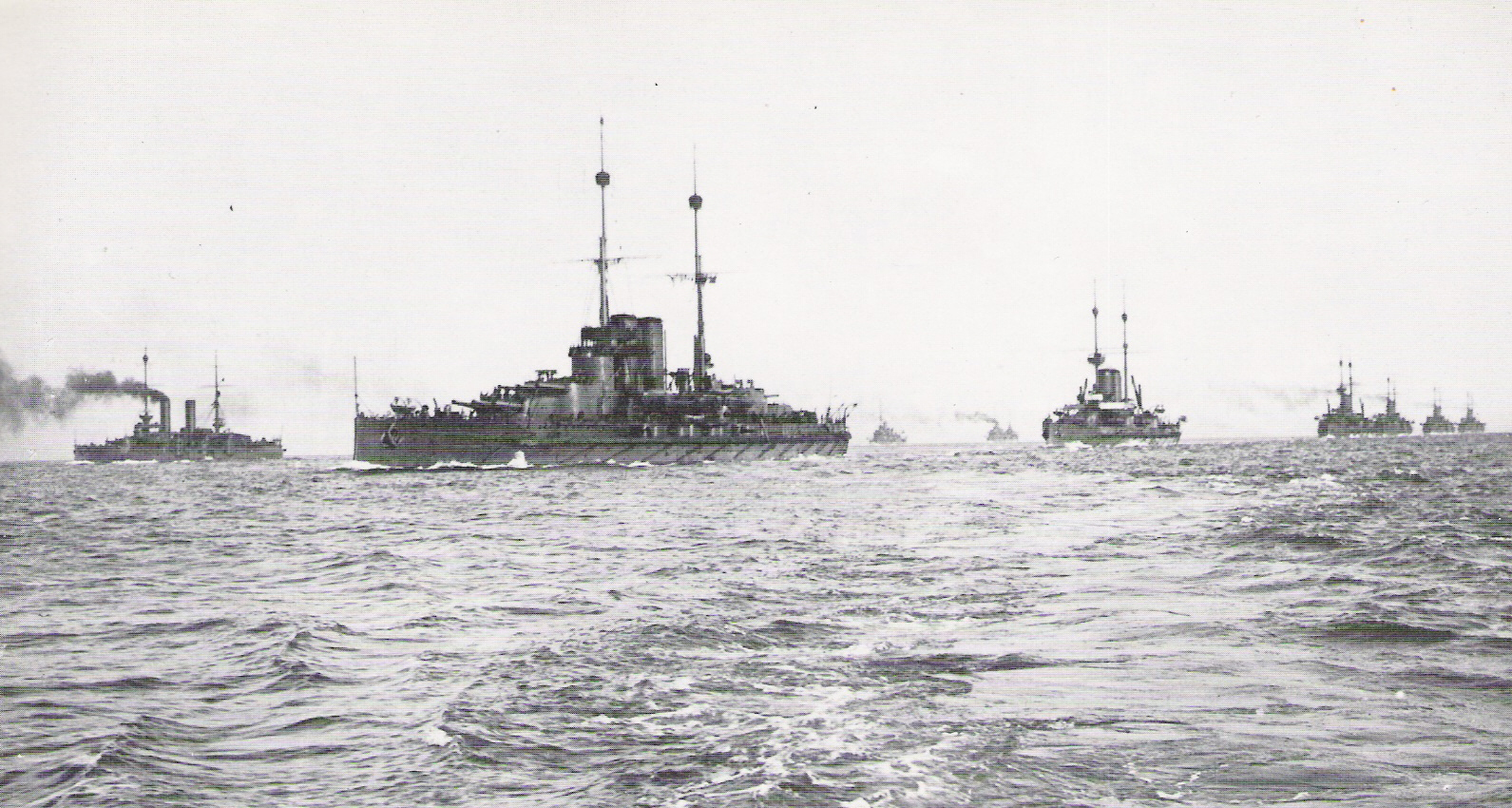
Флот Австро-Венгрии на манёврах. Головной корабль линии — линкор «Тегетгоф»

В довоенный период служба новых линкоров отличалась рутинностью. Весной 1914 года «Вирибус Унитис» и «Тегетгоф» в сопровождении додредноута «Зриньи» совершили первый и единственный дальний поход в Восточное Средиземноморье. После убийства 28 июня 1914 года в Сараево эрцгерцога Франца Фердинанда и его жены «Вирибус Унитис» доставил их тела в Триест.
С началом Первой мировой войны три вступивших в строй линкора типа «Вирибус Унитис» были сведены в первую эскадру линкоров (вторую составили три единицы типа «Радецкий»). 7 августа 1914 года обе эти эскадры вышли в море для планировавшегося прикрытия прорыва германского линейного крейсера «Гёбен» и лёгкого крейсера «Бреслау» в Стамбул, но были отозваны вскоре после получения сообщения о том, что германские корабли благополучно миновали мыс Матапан.
24 мая 1915 года, в день вступления Италии в войну против Австро-Венгрии, 1-я эскадра обстреляла береговые сооружения итальянцев у Анконы, что имело большое моральное значение. Итальянский морской штаб лишился каких-либо крупных инициатив на море вплоть до самого конца войны. Впрочем, то же можно было сказать и об австро-венгерских дредноутах, к которым в ноябре 1915 года присоединился «Сент-Иштван». В целом они использовались крайне редко и в основном отстаивались на якорях в гавани Полы.

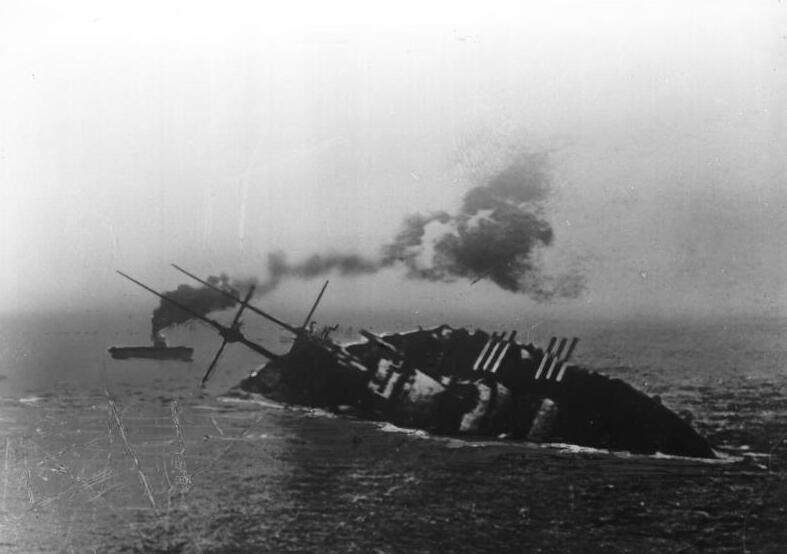
Гибель линкора «Сент-Иштван» 10 июня 1918 года

10 июня 1918 года во время операции по прорыву Отрантского противолодочного барража итальянским торпедным катером MAS 15 был потоплен «Сент-Иштван». Погибло 89 человек экипажа.
31 октября 1918 года, в ходе распада Австро-Венгрии как единого государства, на палубах кораблей бывшего Австро-Венгерского флота были спущены флаги, после чего флот перешёл в ведение Югославского Национального Совета. В этот же день флагманский корабль бывшего флота, «Вирибус Унитис» пошел ко дну в гавани Полы в результате диверсии, устроенной итальянскими боевыми пловцами Р. Розетти и Р. Паолюччи, установившими мины к борту линкора. Янко Вукович Подкапельский, капитан 1 ранга, по совместительству командующий новым югославским флотом, отказался покинуть корабль и погиб вместе с ним, разделив судьбу почти 400 человек экипажа. Вопрос о том, знали ли итальянцы, что они собираются взорвать фактически не линкор противника, а корабль совсем другого флота, остается открытым и по сей день.
По условиям Версальского мирного договора боевые корабли флотов Центральных держав передавались странам-победительницам.
«Тегетгоф» был передан Италии, разобран на металл в 1924-1925 гг. «Принц Ойген», переданный Франции, использовался для опытов по бомбардировке корабля с воздуха и обстрелу артиллерией крупных калибров с французских линкоров. Потоплен артогнём линкоров французской Средиземноморской эскадры 28 июня 1922 года.

## Список кораблей типа
| Название                | Верфь-строитель | Закладка         | Спуск на воду  | Принятие на вооружение | Вывод из состава флота/гибель | Судьба                                                               |
| ----------------------- | --------------- | ---------------- | -------------- | ---------------------- | ----------------------------- | -------------------------------------------------------------------- |
| SMS Viribus Unitis      | STT, Триест     | 24 июля 1910     | 24 июня 1911   | 5 декабря 1912         | 1 ноября 1918                 | Потоплен в Пуле итальянскими боевыми пловцами                        |
| SMS Tegetthoff (1912)   | STT, Триест     | 24 сентября 1910 | 21 марта 1912  | 21 июля 1913           | 1924—1925                     | Передан Италии, разобран на металл                                   |
| SMS Prinz Eugen (1912)  | STT, Триест     | 16 января 1912   | 30 ноября 1912 | 17 июля 1914           | 28 июня 1922                  | Потоплен как мишень на учениях французской Средиземноморской эскадры |
| SMS Szent István (1914) | Danubius, Фиуме | 29 января 1912   | 17 января 1914 | 13 декабря 1915        | 10 июня 1918                  | Потоплен итальянским торпедным катером MAS-15                        |

## Комментарии
1. ↑  В иностранной литературе встречается наименование «Линкоры типа „Тегетгоф“» (нем. Tegethoff-Klasse)
2. ↑  SMS — Seiner Majestät Schiff — нем. «Корабль Его Величества»